# Fosso del Gallo
Il fosso del gallo o torrente del gallo è un torrente della provincia di Teramo, lungo 14 km, affluente principale e di sinistra del fiume Piomba.
Nasce sul Colle della Giustizia, nel comune di Atri ad un'altitudine di 442 m s.l.m., attraversa i comuni di Atri e Silvi, dove sfocia arricchendo le acque del fiume Piomba, di cui è il maggiore affluente. Il torrente è a sua volta arricchito dai piccoli fossi Felice Zingara e Cavaliere. Il torrente ha una portata modesta e in estate c'è sempre acqua; in occasione delle piogge s'ingrossa velocemente a causa dei calanchi che lo circondano.
Viene usato a scopi zootecnici e agricoli.
La leggenda narra che il nome venne dato perché anticamente il fosso era un canale navale, da cui erano passati i Galli.